# ラムセス2世 (戦車)
ラムセス2世（英語: Ramses II, アラビア語: 2 رمسيس）は、エジプト陸軍が運用する第2世代主力戦車。ソ連製のT-54をアメリカのテレダイン･コンチネンタル･モータース社（後にジェネラル・ダイナミクス・ランド・システムズ）が改修した。

## 概要
1984年11月、エジプトはアメリカのテレダイン・コンチネンタル・モータース（後にジェネラル･ダイナミクス･ランド･システムズが買収）に対してT-54を改修する契約を結んだ。当初の計画は『T-54E』（Eは Egyptian の略）の名で呼ばれていたが、その後現在の名称であるラムセス2世に改称された。1987年に試作車が完成し、アメリカでの試験が行われ1987年代後半に完了した。1990年からはエジプト陸軍による試験が開始され最終的に2004年から2005年にかけて260両がT-54から改修された。

## 改修内容
改修内容は以下の通り。
- SABCA タイタン Mk IFCSの搭載。
- レンク社製のトランスミッションを搭載。
- 砲塔バスケットの追加。
- サスペンションをジェネラル･ダイナミクス製のモデル2880ハイドロ･ニューマチックサスペンションに換装。それに合わせて転輪をM48と同じものに換装。
- 主砲をD-10Tからエジプト陸軍が配備しているM60A3に搭載されているNATOの標準規格であるL7系105 mmライフル砲に換装。それに合わせて暗視装置をAN/VSS-3に、エンジンをAVDS-1790-5Aに換装。

## 運用国
- エジプト
  - エジプト陸軍
- 260両のT-54がラムセス2世に改修された。